# (73768) 1994 PO10
(73768) 1994 PO10 – planetoida z pasa głównego asteroid okrążająca Słońce w ciągu 4,13 lat w średniej odległości 2,57 j.a. Odkryta 10 sierpnia 1994 roku.